# Lironos żółtożyłkowany
Lironos żółtożyłkowany (Megaderma spasma) – gatunek ssaka z rodziny lironosowatych (Megadermatidae).

## Taksonomia
Gatunek po raz pierwszy zgodnie z zasadami nazewnictwa binominalnego opisał w 1758 roku szwedzki przyrodnik Karol Linneusz nadając mu nazwę Vespertilio spasma. Jako miejsce typowe Linneusz wskazał Azję (łac. „Habitat in Asia”), uściślone do wyspy Ternate, w Molukach, w Indonezji. Jedyny żyjący współcześnie przedstawiciel rodzaju lironos (Megaderma). 
Różne ujęcia systematyczne rozpoznają do siedemnastu podgatunków, z których wiele ma ograniczony zasięg, ale dotąd nie przeprowadzono kompleksowego przeglądu taksonomicznego w celu potwierdzenia ich statusu. Morfologicznie te podgatunki są bardzo podobne, różnią się jedynie niewielkimi różnicami w wielkości ciała. Niemniej jednak duże różnice w mtDNA między osobnikami z Jawy a osobnikami z Indochin kontynentalnych oraz różnice w liczbie chromosomów wśród osobników z Filipin oraz tych z Tajlandii i Chińskiej Republiki Ludowej sugerują, że niektóre z nich mogą być ukrytymi gatunkami. Autorzy Illustrated Checklist of the Mammals of the World rozpoznają siedemnaście podgatunków. Podstawowe dane taksonomiczne podgatunków (oprócz nominatywnego) przedstawia poniższa tabelka:
| Podgatunek          | Oryginalna nazwa              | Autor i rok opisu               | Miejsce typowe                                                                               |
| ------------------- | ----------------------------- | ------------------------------- | -------------------------------------------------------------------------------------------- |
| M. s. abditum       | Megaderma spasma abditum      | Chasen, 1940                    | Pulau Aur, wschodnie wybrzeże Półwyspu Malajskiego.                                          |
| M. s. carimatae     | Megaderma carimatae           | G.S. Miller, 1906               | Tanjong Karimata Tua, Karimata, Borneo Zachodnie, Borneo, Indonezja.                         |
| M. s. celebense     | Megaderma spasma celebensis   | Shamel, 1940                    | Likupang, Celebes Północny, Celebes, Indonezja.                                              |
| M. s. ceylonense    | Megaderma spasma ceylonense   | K. Andersen, 1918               | Trikunamalaja, Cejlon.                                                                       |
| M. s. horsfieldii   | Megaderma horsfieldi          | Blyth, 1863                     | Tenasserim, Mjanma.                                                                          |
| M. s. kinabalu      | Megaderma spasma kinabalu     | Chasen, 1940                    | Kinabalu, na wysokości 3000 ft (914 m), Sabah, Borneo.                                       |
| M. s. lasiae        | Megaderma lasiae              | Lyon, 1916                      | Pulau Lasia, 14 mi (23 km) na południowy wschód od wyspy Simeulue, Aceh, Sumatra, Indonezja. |
| M. s. majus         | Megaderma spasma majus        | K. Andersen, 1918               | Kin, dolny bieg rzeki Czinduin, Mjanma.                                                      |
| M. s. medium        | Megaderma spasma medium       | K. Andersen, 1918               | Singapur.                                                                                    |
| M. s. minus         | Megaderma spasma minus        | K. Andersen, 1918               | Kambodża.                                                                                    |
| M. s. natunae       | Megaderma natunae             | K. Andersen & Wroughton, 1907   | Bunguran, Wyspy Natuna.                                                                      |
| M. s. pangandarana  | Megaderma spasma pangandarana | Sody, 1936                      | Półwysep Pangandaran, na poziomie morza, południowa Jawa Środkowa, Indonezja.                |
| M. s. philippinense | Megaderma philippinensis      | Waterhouse, 1843                | Filipiny.                                                                                    |
| M. s. siumatis      | Megaderma siumatis            | Lyon, 1916                      | Pulau Siumat, Aceh, Sumatra, Indonezja.                                                      |
| M. s. trifolium     | Megaderma trifolium           | É. Geoffroy Saint-Hilaire, 1810 | Jawa.                                                                                        |

### Etymologia
- Megaderma: gr. μεγας megas, μεγαλη megalē „wielki”; δερμα derma, δερματος dermatos „skóra”[35].
- spasma: gr. σπάσμα spāsma „rozerwany kawałek, strzęp”[36].
- abditum: łac. abditus „ukryty, sekretny”, od abdo „odłożyć”[37].
- carimatae: Karimata, Borneo, Indonezja[6].
- celebense: Celebes, Indonezja[38].
- ceylonense: Cejlon, Sri Lanka[39].
- horsfieldi: dr Thomas Horsfield (1773–1859), amerykański przyrodnik, odkrywca, kolekcjoner z Indii Wschodnich w latach 1796–1818[5][40][41].
- kinabalu: Kinabalu, Borneo[42].
- lasiae: Lasia, Sumatra[8].
- majus: łac. maius „większy”, forma wyższa od magnus „wielki”[43].
- medium: łac. medius „pośredni, środkowy”[44].
- minus: łac. minor „mniejszy”, forma niższa od parvus „mały”[45].
- natunae: Wyspy Natuna, Indonezja[46].
- niasense: Nias, Sumatra, Indonezja[47].
- pangandarana: półwysep Pangandaran, Jawa, Indonezja[14].
- philippinense: Filipiny[48].
- siumatis: Siumat, Sumatra, Indonezja[8].
- trifolium: łac. tri- „trój-”, od tres „trzy”[49]; folium „liść”[50].

## Zasięg wstępowania
Lironos żółtożyłkowany występuje w południowej i południowo-wschodniej Azji zamieszkując w zależności od podgatunku:
- M. spasma spasma – Te.rnate & Halmahera (północne Moluki).
- M. spasma abditum – Aur na wschód od Półwyspu Malajskiego.
- M. spasma carimatae – Karimata na zachód od Borneo.
- M. spasma celebense – Celebes.
- M. spasma ceylonense – Sri Lanka.
- M. spasma horsfieldi – Półwysep Indyjski.
- M. spasma kinabalu – Kinabalu w zachodniej części Borneo.
- M. spasma lasiae – Lasia i Babi, na zachód od Sumatry.
- M. spasma majus – większość Mjanmy, północno-wschodnich Indii i Bangladeszu.
- M. spasma medium – Półwysep Malajski (włącznie Ko Tarutao) i północna Sumatra.
- M. spasma minus – południowo-środkowa Chińska Republika Ludowa (Junnan), Tajlandia, Laos, Wietnam i Kambodża
- M. spasma natunae – Bunguran i North Natuna.
- M. spasma niasense – Nias i Siberut na zachód od Sumatry.
- M. spasma pangandarana – środkowa i wschodnia Jawa.
- M. spasma philippinense – Filipiny.
- M. spasma siumatis – Siumat na zachód od Sumatry.
- M. spasma trifolium – południowa Sumatra, zachodnia Jawa i Borneo, także South Natuna, Tambelan, Krakatau i Kangean.

Obserwowany również na Andamanach, ale nie można przypisać go do konkretnego podgatunku.

## Morfologia
Długość ciała 54–81 mm, długość ucha 30–43 mm, długość tylnej stopy 9,5–17 mm, długość przedramienia 53,5–62,5 mm; masa ciała 23–28 g.